# Zebrafisk
Zebrafisk (Danio rerio o.a.) er en populær akvariefisk, som er naturligt forekommende i Indien. Zebrafiskens oprindelige farvevariation er mørkeblå og guldstribet for hannen og mørkeblå og sølvstribet for hunnen. Derudover findes zebrafisken som akvariefisk også i en hvid, gylden, rød og pink udgave. I USA sælges zebrafisken under navnet GloFish også i 5 genmodificerede fluorescerende farvevarianter (rød, blå, lilla, orangegul og grøn). Genmodificerede dyr er ulovlige i EU, derfor må disse varianter ikke sælges i eller medbringes til Danmark.
Normalt bliver zebrafisken 4 cm lang, men de kan nå en længde af 6,4 cm. Zebrafisken er så tæt beslægtet med den plettede danio (Danio nigrofasciatus), at de kan yngle. Zebrafisken er nem at passe og anbefales til uerfarne akvarieindehavere. Zebrafisken bruges ofte som forsøgsdyr (også i Danmark) af flere forskellige årsager, bl.a. at den nemt yngler og er nem at passe.

## Galleri
- Langhalet zebrafisk opnået ved selektiv avl.
- Zebrafiskeunger nederste er muteret og mangler sort pigmentering.
- Zebrafiskeunge